# تحليلات البلوكتشين
تحليلات البلوكتشين  هي عملية فحص، تحديد، تجميع، نمذجة وتمثيل البيانات بصريًا على سجل موزع مشفر معروف بتقنية البلوكتشين.   الهدف من تحليلات البلوكتشين هو اكتشاف معلومات مفيدة حول الجهات الفاعلة المختلفة التي تتعامل في العملات المشفرة. عادةً ما يتم إجراء تحليلات البلوكتشين العامة مثل بيتكوين وإيثريوم بواسطة شركات خاصة مثل تشاينأناليسس Chainalysis و TRM Labs و Elliptic و Nansen و CipherTrace و Elementus و Dune Analytics و CryptoQuant. 

## منصات تبادل العملات المشفرة
غالبًا ما تكون منصات تبادل العملات المشفرة ملزمة بموجب القانون بمعالجة مصادر الأموال لمتداولي العملات المشفرة. على سبيل المثال، أصدرت كل من سنغافورة واليابان والولايات المتحدة الأمريكية قوانين تتطلب من البورصات تتبع مصدر الأموال المشفرة.   في الولايات المتحدة، يتطلب قانون السرية المصرفية من الشركات التي تعمل بالعملات المشفرة تنفيذ برامج تقصي العملاء ومكافحة غسيل الأموال، بما في ذلك التسجيل كشركات خدمات مالية في شبكة مكافحة الجرائم المالية (الأمريكية) FinCEN. 
تمكِّن تحليلات البلوكتشين أجهزة إنفاذ القانون من تتبع العملات المشفرة إلى محافظ الأفراد على منصات التبادل، والتي يمكن بعد ذلك العودة إليها للحصول على معلومات عن الجهات الإجرامية.

## المنهجية
نظرًا لأن شبكات البلوكتشين عادةً ما تكون عامة وعلنية، يمكن لأي شخص استعراض محتويات المعاملات عن طريق الاستعلام عن موقع عقدة في الشبكة أو استخدام مستعرض بلوكتشين (مثل إيثرسكان Etherscan.io). باستخدام خوارزميات تجميع الإنفاق المشترك، من الممكن سبر معاملات كيانات معينة على بلوكتشين ما.  هذه هي الطريقة التي تم بها ضبط المجرمين وهم ينقلون الأموال غير المشروعة باستخدام العديد من العملات المشفرة. 

## إنفاذ القانون ورقابة البلوكتشين
ساعدت تحليلات البلوكتشين على إنتاج أدلة في العديد من القضايا ذات الاهتمام العالي.  في عام ٢٠١٨، كشف تحليل لمعاملات البيتكوين عن وجود رابط بين بورصة العملات المشفرة الكبيرة BTC-e وFancy Bear .  في عام ٢٠١٩، تمت إزالة موقع ويب يستضيف مواد الاعتداء الجنسي على الأطفال من قبل سلطات إنفاذ القانون باستخدام تقنيات تحليلات البلوكتشين. 
في عام ٢٠٢١، استخدمت وزارة العدل الأمريكية تحليلات البلوكتشين لاستعادة معظم الفدية من برمجية هجوم فدية Colonial Pipeline.   في عام ٢٠٢٢، استخدمت التحقيقات الجنائية التابعة لخدمة الضرائب الأمريكية IRS تحليلات البلوكتشين للاستيلاء على أكثر من ٥٠,٠٠٠ بيتكوين مسروقة من سوق الويب المظلم سيلك رود.  